# Abel Damourette
Pour les articles homonymes, voir Damourette.
Abel Ernest Damourette, né à Paris le 27 septembre 1854 et mort à Bry-sur-Marne le 25 février 1944, est un peintre et lithographe français.

## Biographie
Abel Damourette est le fils d'Isidore Isabelle Damourette, tailleur et de Flore Bourillon, couturière.
Ancien soldat de la Garde nationale de la Seine, il prend part à la guerre de 1870 comme engagé volontaire.
Il épouse en 1882, à Paris, Eugénie Alphonsine Catherine Falligan Devergne, fille du lithographe Alphonse Falligan Devergne. Leur fils Alphonse Abel Damourette sera dessinateur photograveur.
Élève d'Émile-Henri Laporte et d'Auguste Truphème, il obtient une médaille de l’école de dessin de la ville de Paris (2ème arrondissement, professeur Laporte) en 1874 et une mention honorable au Salon des artistes français de 1892 et prend part en 1895 à l'Exposition de Bordeaux.